# Jan Sprehe
Jan Sprehe (* 22. April 1985) ist ein deutscher Springreiter.

## Werdegang
Jan Sprehe spielte als Kind Tennis und begann sich erst nach einem Besuch bei seiner Cousine Jörne Sprehe für den Reitsport zu interessieren. Er lebt mit seiner Familie im niedersächsischen Löningen.
Im Jahr 2002 erzielte er mit einem Sieg beim Preis der Besten in Warendorf seinen ersten großen nationalen Erfolg. Zudem startete er sowohl 2002 als auch 2003 bei der Europameisterschaft der Junioren. 2002 gewann das Team Silber, 2003 Bronze. Im Jahr 2005 gehörte er erneut zum Aufgebot bei einer Europameisterschaft der Jungen Reiter und gewann in San Patrignano auf Paganini die Silbermedaille. 2006 wurde er Deutscher Meister der Jungen Reiter und startete bei der Europameisterschaft der Jungen Reiter in Athen.
Den Großen Preis des CSI 3* Hachenburg 2008 beendete Sprehe mit Areno auf dem dritten Rang. Anfang Mai 2009 kam er mit Areno auch im Großen Preis des CSI 2* Redefin auf den dritten Platz.
Ebenso im Mai 2009 war Jan Sprehe mit Areno Teil der drittplatzierten deutschen Nationenpreismannschaft beim CSIO 3* Linz. Auch in den beiden folgenden Jahr später war dort für Deutschland am Start, 2011 beim deutschen Sieg ritt er hier Paolini. Wenige Wochen später wurde Sprehe mit Paolini für eine deutsche Equipe bei einem Nationenpreis des FEI Nations Cups nominiert, er durfte in St. Gallen an den Start gehen.
Bereits im Februar 2011 schnitt er im Großen Preis der Bundesrepublik Deutschland beim Signal Iduna Cup in Dortmund auf Platz sieben als bester Deutscher ab.
Über die Saison 2013 hinweg war Stakki, geritten von Jan Sprehe, das erfolgreichste Pferd des Poresta Youngster Cups, einer Turnierserie für 7- und 8-jährige Springpferde bei acht internationalen Turnieren in Deutschland. Im November 2016 kam Jan Sprehe mit Cevin Costner auf den zweiten Platz des Großen Preises eines CSI 2* in Damme-Neuenwalde, nachdem er zwei Monate zuvor an selber Stelle Dritter im Großen Preis eines CSI 1* geworden war.
Gemeinsam mit Christian Ahlmann und René Tebbel ritt er für das Sprehe Feinkost-Team. Sprehe trainierte über mehrere Jahre bei Rene Tebbel, ab 2011 wurde er von Tjark Nagel trainiert. Im Jahr 2011 gehörte Sprehe dem B2-Kader der deutschen Springreiter an.
Letztmals im November 2017 bestritt Jan Sprehe eine internationale Springprüfung, seit 2018 ist er auch nicht mehr als aktiver Reiter bei der FEI registriert. Ab dem Frühjahr 2018 übernahm Tobias Meyer Beritt und Turniervorstellung der Pferde von Sprehe. Jan Sprehe unterstützt Tobias Meyer auch aktiv auf den Turnieren.
Sprehe studierte BWL in Osnabrück.

## Familie
Sprehe entstammt einer Reiter- und Unternehmerfamilie. Bereits sein Großvater war als Pferdezüchter aktiv, seine Familie besitzt eine Reitanlage mit Gestüt in Löningen. Zudem gehört seinen Eltern die  Unternehmensgruppe der Fleischindustrie Sprehe-Gruppe. Im internationalen Turniersport aktiv sind seine Cousinen Kristina Sprehe und Jörne Sprehe.

## Pferde (in Auswahl)
- Areno (* 1999), Oldenburger Dunkelfuchs-Stute, Vater: Argentinius, Muttervater: Grannus, aus dem Sport verabschiedet[16]
- Cevin Costner (* 2004), Dunkelbrauner Oldenburger-Hengst, Vater: Chico’s Boy, Muttervater: Calvin; seit 2017 von Karina Rotenberg geritten[17]
- Stakki, (* 2005), dunkelbraune Hannoveraner Stute, Vater: Stakkato Gold, Muttervater: Silvio I; seit 2014 von Reed Kessler geritten[18]
- Samurai (* 2008, Zuchtname: Skelton), Dunkelbrauner Westfalen-Hengst, Vater: Stalypso, Muttervater: For Keeps, ab 2016 von Gaj Riossa, Meredith Michaels-Beerbaum und Tobias Meyer geritten[19]